# Age of the Joker
Age of the Joker — восьмой студийный альбом немецкой пауэр-метал-группы Edguy, выпущен 26 августа 2011 года в Европе и 13 сентября в Северной Америке лейблом Nuclear Blast.
Ограниченное двухдисковое издание, помимо 11 треков из обычного издания альбома, дополнительно включает в себя 6 треков, среди которых кавер на песню группы Slade и укороченные версии двух песен с альбома, и карточку с изображением Шута, подписанную всеми участниками Edguy. В поддержку альбома 5 августа были представлены сингл «Robin Hood» и клип на одноимённую песню.

## Список композиций
DISK 1
| №                   | Название                             | Длительность |
| ------------------- | ------------------------------------ | ------------ |
| 1.                  | «Robin Hood»                         | 8:24         |
| 2.                  | «Nobody's Hero»                      | 4:31         |
| 3.                  | «Rock of Cashel»                     | 6:18         |
| 4.                  | «Pandora's Box»                      | 6:45         |
| 5.                  | «Breathe»                            | 5:03         |
| 6.                  | «Two Out of Seven»                   | 4:27         |
| 7.                  | «Faces in the Darkness»              | 5:22         |
| 8.                  | «The Arcane Guild»                   | 4:58         |
| 9.                  | «Fire on the Downline»               | 5:47         |
| 10.                 | «Behind the Gates to Midnight World» | 8:56         |
| 11.                 | «Every Night Without You»            | 4:52         |
| Общая длительность: | Общая длительность:                  | 68:02        |

DISK 2 (SPECIAL EDITION)
| №  | Название                                | Длительность |
| -- | --------------------------------------- | ------------ |
| 1. | «God Fallen Silent»                     |              |
| 2. | «Aleister Crowley Memorial Boogie»      |              |
| 3. | «Cum On Feel The Noize(кавер на Slade)» |              |
| 4. | «Standing In The Rain»                  |              |
| 5. | «Robin Hood (single version)»           |              |
| 6. | «Two Out Of Seven (single version)»     |              |

## Участники записи
- Тобиас Заммет — Вокал, клавишные, бас-гитара
- Йенс Людвиг — Гитара
- Дирк Зауэр — Гитара
- Тобиас Эксел — Бас-гитара
- Феликс Бонке — Ударные

### Приглашённые музыканты
- Eddy Wrapiprou — Синтезатор